# لنگلی پارک (مریلند)
لنگلی پارک (به انگلیسی: Langley Park) شهری در ایالت مریلند کشور ایالات متحده آمریکا است که جمعیت آن در سرشماری سال ۲۰۱۰ میلادی، ۱۸٬۷۵۵ نفر بوده‌است.